# Catedral de Orizaba
La Catedral de San Miguel Arcángel, de la ciudad veracruzana de Orizaba, es el principal templo de la ciudad y de la diócesis de Orizaba.
Se estableció por la orden de los franciscanos a finales del siglo XVII, en el año de 1692, que marca su llegada a la ciudad. Está ubicada en el centro de la ciudad de Pluviosilla, y es considerada una de las más hermosas de México.

## Breve historia

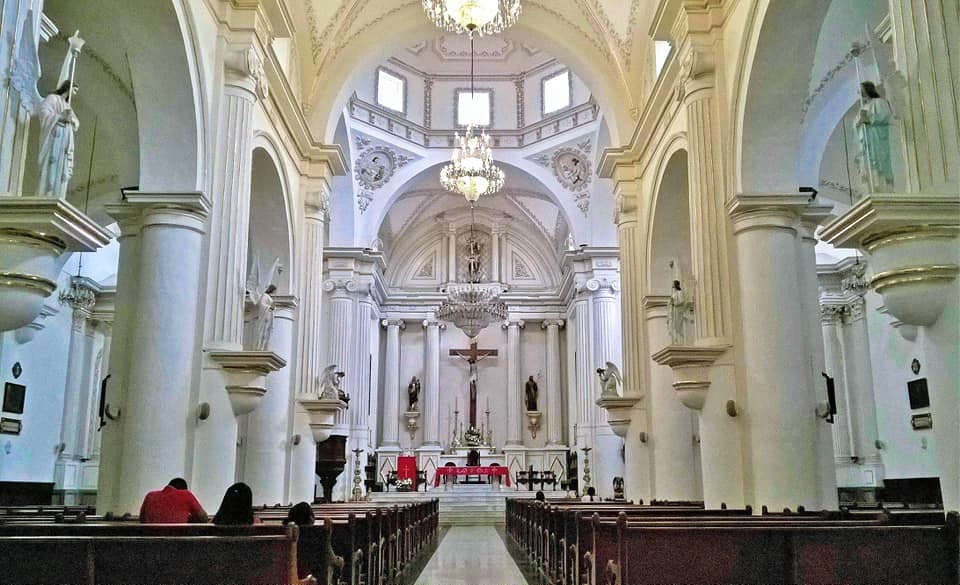
Interior de la Catedral de Orizaba

El templo fue levantado por la orden franciscana en el año de 1692, cuando se establecieran en la ciudad. Si bien los franciscanos levantaron un templo sencillo y de dimensiones menores, el conjunto que conocemos en nuestros días ha sido intervenido y remozado en épocas distintas, de las cuales, destaca la intervención en los estilos barroco y neoclásico. Así como las capillas anexas al edificio, levantadas en el siglo XVIII.
Cabe señalar que durante la época virreinal el templo fue conocido con tres nombres distintos: El primero, San Miguel Ixhuatlán; el segundo como San Miguel Ahuilizapan; y el tercero, como parroquia de San Miguel.
Hacia el año de 1854, un terremoto destruyó la torre del templo, y se rehizo al gusto neoclásico, muy en boga en la época. Cabe destacar que cuenta la torre con un reloj en el segundo cuerpo, el cual se trajo de París.
El templo se erigió y consagró como catedral el 13 de junio de 2000, mediante una bula emitida por el Papa Juan Pablo II, decretando la creación de la diócesis.

## El edificio
Consta de una planta basilical de tres naves, destacando la central de mayor tamaño que las otras dos; sus bóvedas son sostenidas por catorce columnas en total. Anexo al edificio se encuentran las capillas de la Virgen María de Guadalupe y la del Sagrario, esta última conocida también como del Santísimo.
La torre consta de dos cuerpos, y se levantó de nuevo en el siglo XIX, ya que dos terremotos le causaron serios daños y su derrumbe. El primero consta de cinco campanas y el segundo alberga el cubo del reloj de cuatro carátulas.
La cúpula es de forma octogonal, está recubierta de azulejos y rematada por una linternilla.
En agosto de 2014 se anunció que se estaba preparando la torre para recibir visitas de turistas.

## La fachada principal
La fachada principal es muy sencilla, y está compuesta por dos cuerpos y remate. El primer cuerpo cuenta con arco de acceso de medio punto, y a los lados columnas pares en orden corintio le enmarcan. En el segundo cuerpo está la ventana coral, y enmarcada por columnas pares, y de orden dórico. En el remate, se encuentra un nicho vacío, enmarcado por dos pequeñas columnas y rematado por dintel.
A los lados de la fachada principal, y separadas por gruesos contrafuertes, se ubican las portadas laterales, realizadas en idéntica simetría. Se componen de un primer cuerpo que consta de arco de acceso de medio punto, enmarcado por columnas corintias; el segundo cuerpo consta de ventana en su parte central, la cual está rematada por un pequeño frontón triangular, éstas a su vez son enmarcadas por columnas dóricas. El remate de las portadas consta de frontones triangulares.

### El interior
Las columnas que sostienen la bóveda son de orden dórico, y el techo cuenta con algunos relieves y motivos florales pintados. La cúpula está cubierta con yeserías. Posé hermosos candelabros de cristal.
Los retablos laterales y el principal son de estilo neoclásico. Hay algunas pinturas de buena calidad, atribuidas a Miguel Cabrera.